# Circuit des Invalides
Der Circuit des Invalides war eine Motorsport-Rennstrecke in Paris (Frankreich). Der temporäre Stadtkurs hatte eine Länge von 1,925 km und wurde für den Paris E-Prix der Formel E genutzt. Am 23. April 2016 fand im Rahmen der Saison 2015/16 erstmals ein Rennen auf dieser Strecke statt. Bis zur Saison 2018/19 war der Kurs vier Saisons in Folge Teil des Rennkalenders.

## Streckenbeschreibung

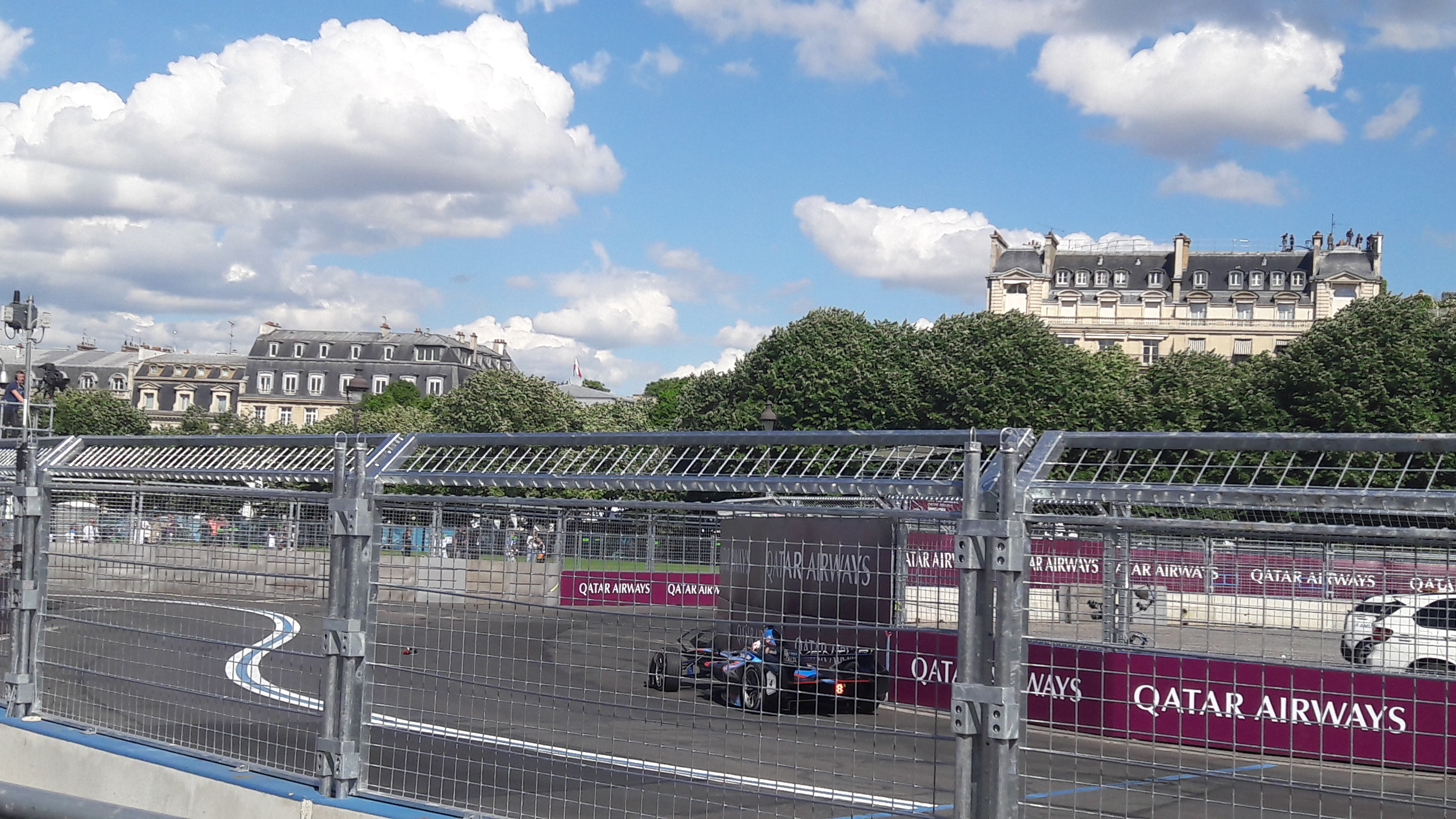
Boxeneinfahrt auf dem Circuit des Invalides

Die im 7. Arrondissement von Paris liegende Strecke bestand aus 14 Kurven und wurde im Uhrzeigersinn befahren. Sie führte rund um das Hôtel des Invalides. Als Besonderheit lagen sowohl die Einfahrt als auch die Ausfahrt der Boxengasse an der Außenseite von Kurve 12. Diese lag auf der Esplanade des Invalides, führte dann von der Strecke weg, machte eine 180-Grad-Kurve und führte zur Strecke zurück.